# Prezydenci Zawiercia
Prezydent Zawiercia – osoba wybrana w wyborach bezpośrednich przez mieszkańców Zawiercia posiadających czynne prawo wyborcze. Prezydent miasta Zawiercia spełnia funkcje przewidziane Regulaminem Organizacyjnym Urzędu Miejskiego w Zawierciu, m.in. reprezentowanie gminy, kierowanie sprawami urzędu, wydawanie zarządzeń, wydawanie decyzji z zakresu administracji publicznej, zarząd mieniem gminy, organizacja akcji ratowniczych, sprawowanie funkcji Szefa Obrony Cywilnej Miasta i inne.
Do 1915 roku władzę w Zawierciu sprawował sołtys. W 1862 roku sołtysem Zawiercia był Józef Bilnik, natomiast w roku 1874 – Wojciech Jagielak. W latach 1907–1915 funkcję tę piastowali Stanisław Czelakowski i Jan Rok. W 1915 roku, po nadaniu Zawierciu praw miejskich, władzę przejęli burmistrzowie. Do 1918 roku byli to Niemcy (von Tippelskirch, Jurgens, Peikert). 20 lutego 1918 roku pierwszym polskim burmistrzem Zawiercia został Franciszek Szymański, który wprowadził także język polski do urzędów. Od listopada 1918 do lutego 1919 burmistrzem miasta był Ignacy Banachiewicz. Prezydenci sprawują władzę w Zawierciu od czerwca 1919 roku.

## Lista prezydentów Zawiercia
| Imię i nazwisko          | Lata      | Uwagi                                                     |
| ------------------------ | --------- | --------------------------------------------------------- |
| Władysław Tuwan          | 1919–1922 |                                                           |
| Kazimierz Pawłowski      | 1922–1926 |                                                           |
| Jan Janik                | 1926–1927 |                                                           |
| Tomasz Klepa-Klepczyński | 1927–1929 |                                                           |
| Tomasz Seruga            | 1929      | komisarz miasta                                           |
| Jerzy Wolf               | 1929–1930 | złożył urząd w wyniku „krwawego piątku”                   |
| Franciszek Langert       | 1930–1934 | Tymczasowy Przełożony Zarządu Miasta                      |
| Jan Szczodrowski         | 1934–1937 |                                                           |
| Czesław Kowalski         | 1937–1939 |                                                           |
| Wilhelm Frick            | 1939–1945 | oberbürgermeister                                         |
| Michał Ciszewski         | 1945      |                                                           |
| Jan Pilch                | 1945–1951 | od 1950 przewodniczący Prezydium Miejskiej Rady Narodowej |
| Michał Bożek             | 1951–1953 | przewodniczący Prezydium Miejskiej Rady Narodowej         |
| Władysław Domagała       | 1953–1954 | przewodniczący Prezydium Miejskiej Rady Narodowej         |
| Stanisław Kleszcz        | 1954–1955 | przewodniczący Prezydium Miejskiej Rady Narodowej         |
| Edward Żur               | 1956      | przewodniczący Prezydium Miejskiej Rady Narodowej         |
| Jan Zełyk                | 1956–1958 | przewodniczący Prezydium Miejskiej Rady Narodowej         |
| Marian Polewczak         | 1958      | przewodniczący Prezydium Miejskiej Rady Narodowej         |
| Kazimierz Dróżdż         | 1958–1965 | przewodniczący Prezydium Miejskiej Rady Narodowej         |
| Marian Stańczyk          | 1965–1969 | przewodniczący Prezydium Miejskiej Rady Narodowej         |
| Bolesław Szarek          | 1969–1973 | przewodniczący Prezydium Miejskiej Rady Narodowej         |
| Maria Gajecka            | 1973–1982 | naczelnik miasta w latach 1973–1975                       |
| Henryk Górny             | 1982–1990 |                                                           |
| Roman Flak               | 1990–1994 |                                                           |
| Konrad Imielski          | 1994–2002 |                                                           |
| Ryszard Mach             | 2002–2006 |                                                           |
| Mirosław Mazur           | 2006–2010 |                                                           |
| Ryszard Mach             | 2010–2014 |                                                           |
| Witold Grim              | 2014–2018 |                                                           |
| Łukasz Konarski          | 2018–2024 |                                                           |
| Anna Nemś                | 2024–     |                                                           |